# 南信州新聞
南信州新聞（みなみしんしゅうしんぶん）は、長野県飯田市に本社を置く南信州新聞社が発行しているローカル新聞。エリアは飯田市・下伊那郡（南信州地域）と上伊那地域の一部。

## 概要
基本的には朝刊だが、かつて本社が飯田市の中心市街地にあったことから、市街地の一部エリアに限り発刊日の前日夕方に夕刊として発刊される。毎週日曜日は休業日であり、月曜日付が休刊となる。印刷出版部門もあり、郷土作家らの書籍などを発刊している。
媒体名は「南信州新聞」だが、題字は「新聞」を用いず伝統的に「南信州」の3文字を使っている。サイズはブランケット判。2014年（平成26年）に創刊60周年。日本新聞協会および日本地域紙協議会に加盟している。発行部数は約2万4000部。

## 歴史
敗戦から3か月後の1945年（昭和20年）11月に創刊された『新信州日報』が現在の『南信州新聞』のルーツである。2年後の1947年（昭和22年）9月に新信州日報は廃刊となり、旧『飯田の新聞』と合併して旧『南信州新聞』が創刊される。翌年1948年（昭和23年）6月には旧『信州日報』に名前を変えた。
1954年（昭和29年）10月には『飯田の新聞』（旧・飯田の新聞の編集者が旧・南信州新聞から分離独立して改めて創刊した）『南信時事新聞』の2紙を統合して現在の『南信州新聞』が創刊された。現在の南信州新聞は統合時の1954年10月1日を創刊日としているが、号数は新信州日報創刊時からのものを引き継いでいる。
その後1956年（昭和31年）4月には旧・信州日報の社員が南信州新聞から分離独立し、改めて『信州日報』を創刊している。その後57年にわたり飯田・下伊那地域のローカル紙として南信州新聞と信州日報が共存してきたが、2013年（平成25年）に信州日報が経営難で同年11月30日をもって休刊(廃刊)し、同地域のローカル紙は南信州新聞のみとなった。
南信州新聞は飯田市通り町、今宮町を経て、1993年（平成5年）から飯田市育良町（飯田インターチェンジそば）に本社を置いている。1998年（平成10年）、日本新聞協会に加盟。2004年（平成16年）に日本地域紙協議会を設立し、代表取締役の関谷邦彦が初代理事長を務めている。

## 紙面
紙面は概ね8〜12ページで、10ページの場合は1・3・8・10面がカラーとなる。1面のコラムのタイトルは日言（にちげん）。記事のコーナーとしては『各駅停車』『木曜トピックス』『我ら同級生』『いいだしもいな千景万色』『私の一枚』『どんな物変なもの！？』『月間ニュースダイジェスト』『イイダウォッチャー』などがある。

## 番組表
- フルサイズ：NHK総合長野、NHK Eテレ長野、テレビ信州、長野朝日放送、信越放送、長野放送
- ハーフサイズ：NHK BS1、NHK BSプレミアム
- 1/3サイズ（上段）：BS日テレ、BS朝日、BS-TBS、BSテレ東、BSフジ
- 1/3サイズ（下段左）：WOWOW プライム、WOWOW ライブ、WOWOW シネマ、スターチャンネル1、同2、同3、BS11 イレブン、BS12 トゥエルビ
- 1/3サイズ（下段右）：飯田ケーブル、J SPORTS2HD、スカイ・A sports+HD、GAORA SPORTS HD、ゴルフネットワークHD、日本映画、時代劇、スーパー!ドラマTV、衛星劇場HD、キッズステーション
- ラジオ：信越放送、NHKラジオ第1、NHKラジオ第2、NHK・FM、 FM長野、飯田エフエム、深夜（TBSラジオ、文化放送、ニッポン放送の0:00(24:00)〜5:00(29:00)の番組表）

## 発行エリア
長野県の南部にある飯田市と下伊那郡の松川町、高森町、阿南町、阿智村、平谷村、根羽村、下條村、売木村、天龍村、泰阜村、喬木村、豊丘村、大鹿村の14市町村で構成する南信州広域連合の範囲（飯田・下伊那地域）を発行エリアとしているが、配送ルートの都合上上伊那郡の飯島町の一部と中川村の一部も発行エリアに含まれる。